# Бейн, Дональд
Дональд Бейн (англ. Donald Bain, 6 марта 1935, Минеола, Нью-Йорк — 21 октября 2017, Уайт-Плейнс, Нью-Йорк) — американский писатель и литературный негр, написавший за свою 40-летнюю карьеру свыше 115 книг. Бейн также был профессиональным джазовым музыкантом и автором песен.

## Биография
Дональд Сазерленд Бейн родился 6 марта 1935 года в Минеоле, штат Нью-Йорк, в семье Джордж Бейна, чья семья родом из Шотландии, занимавшегося производством молочных бидонов, и его супруги Констанс Дэйли. Его детство и юности прошли на Лонг-Айленде, где он окончил среднюю школу Севанхака во Флорал-Парке. Затем он учился в университете Пердью в Индиане, получив там степень бакалавра. После учёбы Бейн служил в ВВС США в звании лейтенанта, одновременно работая диск-жокеем и диктором на радио- и телевизионных станциях в Техасе.
После переезда в Нью-Йорк Бейн работал продавцом детской обуви в универмаге, а также торговал пишущими машинками. Его писательская карьера началась после того, как его двоюродный брат, писатель-фрилансер, который был перегружен заданиями, поручил ему книжный проект и познакомил его с редактором. Первой книгой Бейна была история про гонки на серийных автомобилях, написанная от имени руководителя NASCAR. В англоязычном мире стал известен тем, что написал якобы в соавторстве с двумя вымышленными стюардессами, Тради Бейкер и Рахель Джонс, серию фиктивных гламурных мемуаров из жизни стюардесс с пикантными подробностями. В 1973 году вышел телефильм, в основу сценария которого была положен сюжет первой из книг этой серии. В начале 1980-х он начал тайно сотрудничать с Маргарет Трумэн, дочерью бывшего президента Гарри Трумэна. Первой книгой, которую они написали вместе, стала «Убийство на Капитолийском холме» (1981).
В 1988 году Бэйн стал альтер-эго писательницы детективов Джессики Флетчер, персонажа телесериала «Она написала убийство», который транслировался на канале CBS с 1984 по 1996 год. Многие книги из этой серии были написаны в сотрудничестве с его второй женой Рене Пейли-Бейн.

### Личная жизнь
Дональд Бейн дважды был женат. Его первый брак, в котором у него родились дочери Памела и Лори, закончился разводом. Второй супругой писателя была Рене Пейли-Бейн, умершая в 2016 году. Последние годы Бейн проживал в доме престарелых в округе Вестчестер, штат Нью-Йорк. 21 октября 2017 года он умер в Уайт-Плейнс, штат Нью-Йорк, от застойной сердечной недостаточности в возрасте 82 лет.